# Fernando José Monteiro Guimarães

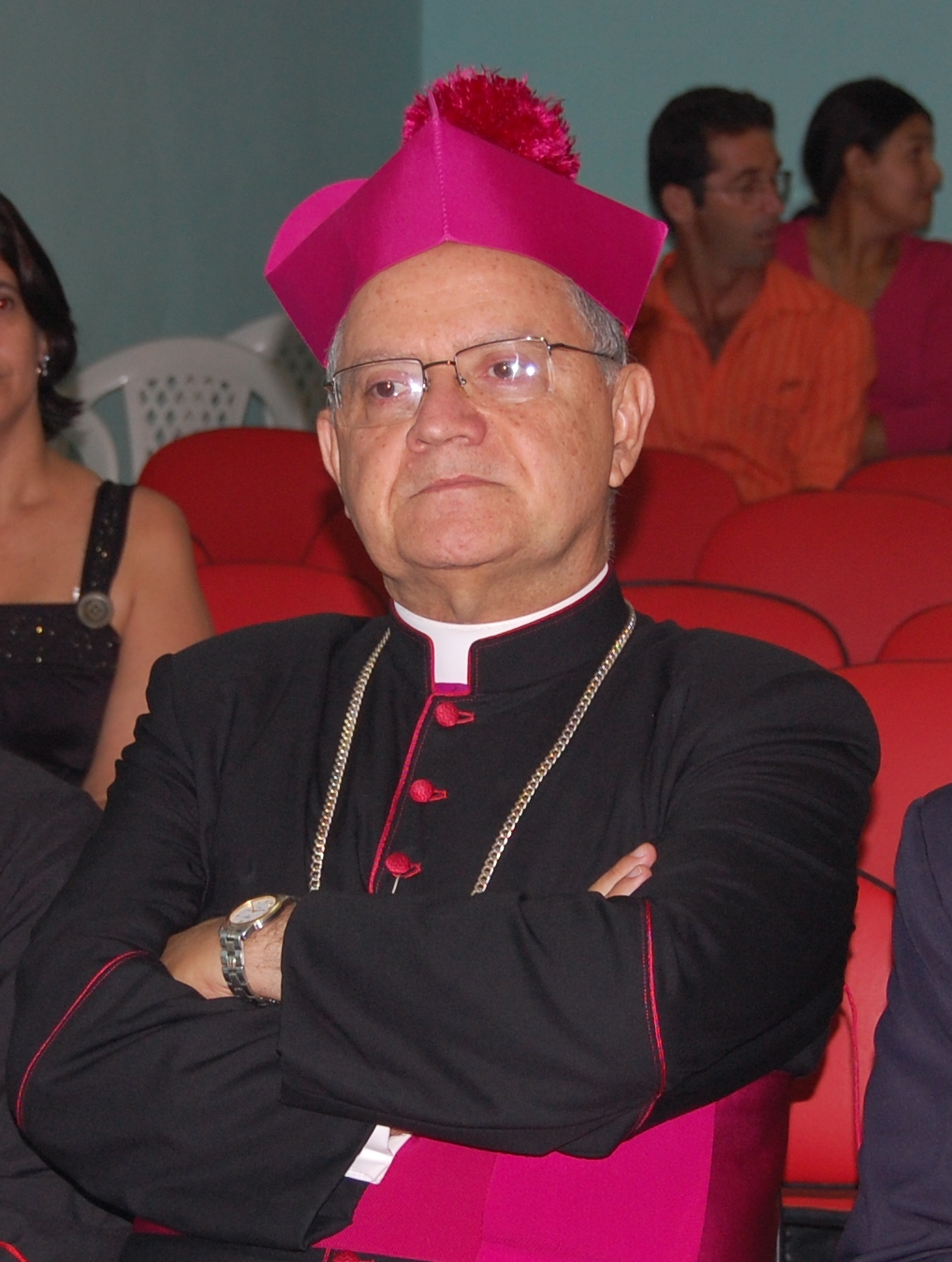
Bischof Fernando José Monteiro Guimarães

Wappen von Fernando José Monteiro Guimarães als Militärerzbischof

Fernando José Monteiro Guimarães CSsR (* 19. Juli 1946 in Recife) ist ein brasilianischer Ordensgeistlicher und emeritierter römisch-katholischer Militärerzbischof von Brasilien.

## Leben
Fernando José Monteiro Guimarães trat der Ordensgemeinschaft der Redemptoristen bei, legte die Profess am 25. Januar 1965 ab und empfing am 15. August 1971 die Priesterweihe.
Papst Benedikt XVI. ernannte ihn am 12. März 2008 zum Bischof von Garanhuns. Die Bischofsweihe spendete ihm der Kardinalpräfekt der Kongregation für den Klerus, Cláudio Hummes OFM, am 31. März desselben Jahres; Mitkonsekratoren waren Crescenzio Kardinal Sepe, Erzbischof von Neapel, und Mauro Piacenza, Sekretär der Kongregation für den Klerus. Als Wahlspruch wählte er Cor nostrum ardens.
Der Papst ernannte ihn am 25. Januar 2010 zum Mitglied der Apostolischen Signatur.
Am 6. August 2014 ernannte ihn Papst Franziskus zum Militärerzbischof von Brasilien. Die Amtseinführung fand am 7. Oktober desselben Jahres statt.
Am 12. März 2022 nahm Papst Franziskus seinen altersbedingten Rücktritt an.